# Greater Napanee

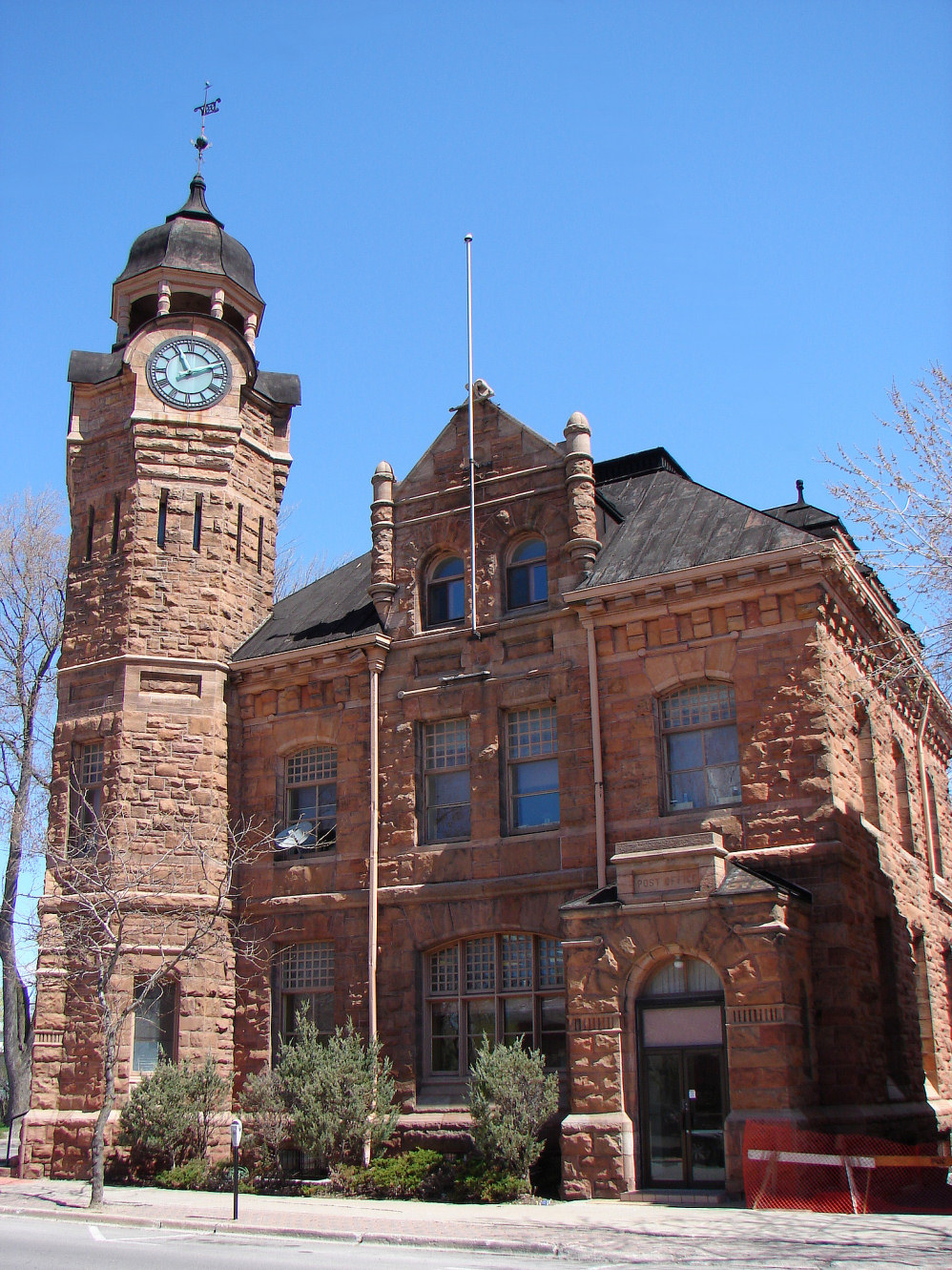
Napanee

Greater Napanee è una città canadese dell'Ontario con una popolazione di 15 892 abitanti (dati del 2016). La città attuale ha una superficie di 461,31 km². È la sede della contea di Lennox e Addington, a circa 45 km ad ovest da Kingston.

## Storia
La città fu fondata dai Lealisti verso la fine del XVIII secolo e fu unita al paese nel 1854. Alla città fu dato inizialmente il nome di Clarksville, dal nome di Robert Clark.  Nel 1864 fu rinominata Napanee. Nel 1999, dopo l'annessione di quattro comuni vicini (Adolphustown, North Fredericksburgh, Richmond e South Fredericksburgh) fu rinominata Greater Napanee.